# Pomnik Pamięci Górnictwa Wałbrzyskiego w Wałbrzychu
Pomnik Pamięci Górnictwa Wałbrzyskiego w Wałbrzychu – pomnik upamiętniający górnictwo wałbrzyskie zlokalizowany przy Alei Wyzwolenia w Wałbrzychu, w pobliżu Placu Grunwaldzkiego, na południowych stokach Góry Powstańców (park im. Króla Jana III Sobieskiego).

## Historia i forma

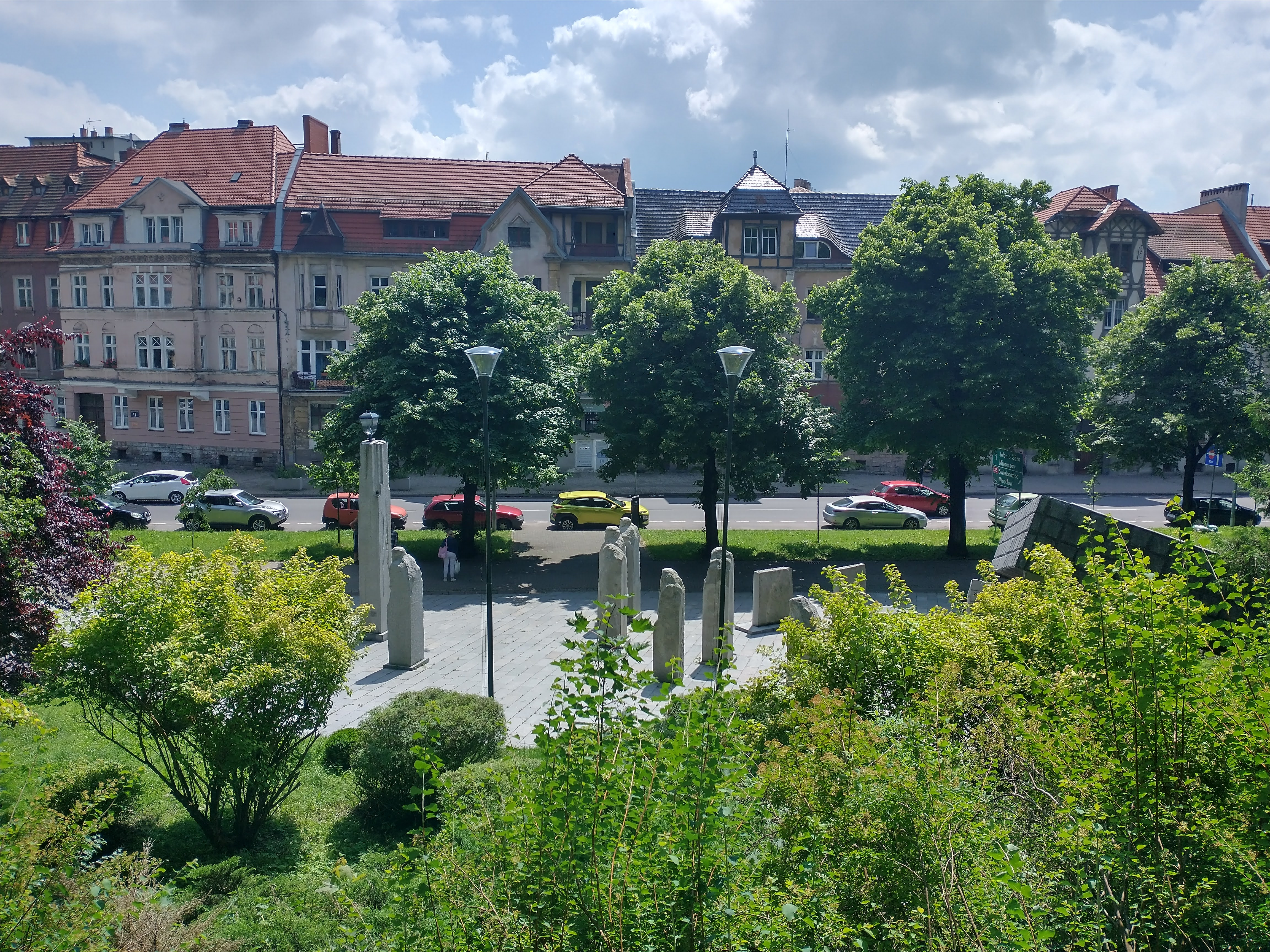
Widok na Aleję Wyzwolenia

Inicjatorem powstania monumentu była grupa dawnych górników zrzeszonych w stowarzyszeniu mającym na celu powstanie obiektu. Patronat nad inicjatywą objął prezydent Wałbrzycha, Leon Kruczkowski. Mecenasem artystycznym był prof. Zbigniew Horbowy, a patronem projektowym prof. Alojzy Gryt. Górnictwo stanowiło w przeszłości jedną z najistotniejszych gałęzi gospodarki miasta.
Obiekt odsłonięto 4 grudnia 2007 po mszy świętej w kościele Świętych Aniołów Stróżów i okolicznościowym przemarszu.
Główna część monumentu wyobraża zawał chodnika kopalnianego. Przed tą częścią znajduje się sześć postaci górniczych i obelisk zwieńczony kopalnianą latarnią. Wyrzeźbione postacie mają nieregularne, lekko tylko obrobione powierzchnie. Kompozycja całości (kubatura 80 m³) jest luźna i nieregularna. Inskrypcje polsko- i niemieckojęzyczne wyryte na pomniku związane są z różnego rodzaju wypadkami w zagłębiu wałbrzyskim. Towarzyszą im symbole związane z wydobyciem węgla kamiennego. Materiały użyte przy realizacji dzieła pochodzą z lokalnych złóż. Są to granit, bazalt i melafir.